# Bonaventure d’Argonne
Bonaventure d’Argonne OCart (auch Noël Argonne,* 1634 (wahrscheinlich) in Paris; † 28. Januar 1704 in der Kartause von Aubevoye (nahe Aubevoye, Normandie)) war ein französischer Kartäusermönch, Theologe und Schriftsteller.

## Leben und Werk
Bonaventure d’Argonne schlug anfangs eine juristische Laufbahn als Anwalt ein. Mit 28 Jahren trat er in die Kartause von Bourbon-les-Gaillon (nahe Gaillon) in der Normandie ein und nahm den Ordensnamen Bonaventure an. Anschließend wirkte er als „Vater der Vikare“ in der Kartause Notre-Dame-de-la-Rose in Rouen.
Neben literarischen, pädagogischen und historischen Schriften, auf deren Basis er zu den sogenannten französischen Moralisten gezählt wird, wurde Bonaventure d’Argonne besonders durch sein in die Kirchenväterlektüre einführendes Werk Traité de la lecture des Pères de l’Église (Paris 1688) bekannt. Seine zweibändige, von den biblischen Anfängen bis zu Bernhard von Clairvaux reichende Histoire de la théologie (Lucca 1785) erschien posthum. Bonaventure d’Argonne veröffentlichte seine Schriften unter mehreren Pseudonymen, unter anderem als Vigneul Marville und Monsieur de Moncade wie auch unter seinem Geburtsnamen Noël Argonne und Noël d’Argonne.
Er starb am 28. Januar 1704 in der Kartause von Aubevoye.